# San José Buenavista el Grande
San José Buenavista el Grande är en ort i kommunen Temoaya i delstaten Mexiko i Mexiko. Samhället hade 2 707 invånare vid folkräkningen 2020. Det är ett jordbrukssamhälle, mest känt för gästranchen Hacienda San José de Buenavista, hotell och spa. San José Buenavista el Grandes postkod är 50885.